# Propithecus perrieri
El sifaca de Perrier (Propithecus perrieri) es una especie de lémur, como todas, endémica de Madagascar.
Su cuerpo mide 85 a 92 centímetros, de los cuales 42 a 46 son cola. Tiene un área de distribución reducida en el noreste de la isla, entre los ríos Irodo por el norte y Lokia por el sur. Vive en bosques secos caducifolios y semihúmedos.
Su pelaje es casi enteramente negro.  Se agrupa en comunidades de 2 a 6 individuos. Su dieta incluye hojas, fruta inmadura, peciolos, brotes y flores. Se encuentra en peligro de extinción, de hecho es parte de la lista de las 25 especies de primates más amenazadas del mundo.